# Humor Registrado
Hum® (abreviatura de Humor Registrado) fue una revista editada en Argentina desde junio de 1978 hasta octubre de 1999 por Ediciones de la Urraca. En los primeros tiempos su aparición fue mensual, pasando luego a ser quincenal. Su director era Andrés Cascioli, quien además solía ser el responsable de la caricatura de la tapa. Se caracterizó por presentar notas de actualidad y cultura escritas por periodistas e intelectuales respetados, ilustradas con caricaturas y dibujos de numerosos humoristas. Fundada en 1978, el uso del humor y la sátira para denunciar a la dictadura la convirtió rápidamente en un éxito de ventas. Quebró en 1999, tras perder dos juicios por calumnias iniciados por Eduardo Menem y María Julia Alsogaray, funcionarios del entonces presidente Carlos Menem.

## Trayectoria
Hum® comenzó su andadura en los años más duros de la última dictadura militar de Argentina, durante la presidencia de facto del teniente general Jorge Rafael Videla, el cual, siguiendo una política que tuvo vigencia hasta el último de los gobiernos de las distintas “juntas de gobierno” que se sucedieron por esos años, llevaba una política muy estricta de censura hacia los medios de comunicación. La revista Hum® fue prácticamente la única publicación argentina que pudo escapar con relativo éxito a la misma.
A partir de 1983, la historieta fue perdiendo protagonismo frente al relato escrito.
La revista quebró en 1999, en el final del menemismo, siendo el último número publicado el 566.

Una cosa era cuando todos estábamos contra los militares y otra fue cuando llegó la democracia. Porque los peronistas nos veían como gorilas, los radicales suponían que teníamos que acompañarlos en su gestión y la gente de izquierda se dio cuenta de que nosotros muy de izquierda no éramos. Así fuimos perdiendo lectores.
Tomás Sanz.

## Contenido
En Hum® colaboraron diversos escritores y periodistas prestigiosos, en su mayor parte argentinos, aunque también uruguayos y paraguayos. Alejandro Dolina (autor de Crónicas del Ángel Gris), Hugo Paredero, Gloria Guerrero, Carlos Abrevaya, Aída Bortnik, Mona Moncalvillo, Osvaldo Soriano, Jorge  Sabato, Miguel Grinberg, José Pablo Feinmann, Sandra Russo, Carlos Ulanovsky, Moira Soto, Cristina Wargon y la actriz María Fiorentino, por ejemplo, tuvieron columnas en Hum®. Entre sus periodistas de investigación más destacados estuvieron Enrique Vázquez, Horacio Verbitsky y Héctor Ruiz Núñez.
Contó como jefe de redacción al periodista Tomás Sanz y como secretario de redacción a Aquiles Fabregat. Desde 1984 Juan Carlos Muñiz fue nombrado prosecretario de redacción. En los dibujos de tapa participaron Carlos Nine y Sergio Izquierdo Brown además de Andrés Cascioli. La publicación quincenal contó en sus páginas a los historietistas más importantes de la época, entre cuyas series destacan:
| Título                       | Guion                    | Dibujo                                              |
| ---------------------------- | ------------------------ | --------------------------------------------------- |
| La clínica del Doctor Cureta | Meiji (Jorge Meijide)    | Ceo (Eduardo Omar Campilongo) / Rep (Miguel Repiso) |
| Protección al menor          | Meiji (Jorge Meijide)    | Tabaré (Tabaré Gómez Laborde)                       |
| Vida Interior                | Meiji (Jorge Meijide)    | Tabaré (Tabaré Gómez Laborde)                       |
| Desvínculos                  | Meiji (Jorge Meijide)    | Peni (Pedro Penizzotto)                             |
| Boogie, el aceitoso          | Roberto Fontanarrosa     | Roberto Fontanarrosa                                |
| Las puertitas del Sr. López  | Carlos Trillo            | Horacio Altuna                                      |
| El Doctor Piccafeces         | Alfredo Grondona White   | Alfredo Grondona White                              |
| Don Chipote de la Pampa      | Fabre (Aquiles Fabregat) | Tabaré (Tabaré Gómez Laborde)                       |
| Paja Brava                   | Fabre (Aquiles Fabregat) | Tabaré (Tabaré Gómez Laborde)                       |
| Manfloro                     | Fabre (Aquiles Fabregat) | Tabaré (Tabaré Gómez Laborde)                       |
| Los Alfonsín                 | Rep (Miguel Repiso)      | Rep                                                 |

## Colaboradores
También colaboraron con esta revista historietistas tales como
Ángel,
Cilencio,
Néstor Ibáñez,
Sergio Chait,
Daniel Duel,
Eduardo Ferro,
Raúl Fortín,
Sergio Izquierdo Brown, Lawry,
Carlos Garaycochea,
Góngora,
Héctor García Blanco, 
César Hermosilla Spaak,
Jericles,
Johr,
Lar,
Limura,
Eduardo Maicas,
Marín,
O'Keefe,
Carlos Ortiz,
Julio Parissi,
Peiró,
Petisuí,
Pose,
Horacio Plotkin,
Rody,
Suar,
Tacho y
Toul,
entre muchos otros.

## Legado
El Museo del Dibujo y la Ilustración reúne veinte ilustraciones de tapa, realizadas por Andrés Cascioli entre 1978 y 1997. Entre ellas se incluye el original del número 1 donde se caricaturiza a un personaje mezcla de César Luis Menotti (director técnico del seleccionado nacional de fútbol) y José Alfredo Martínez de Hoz (ministro de Economía). En estas portadas se refleja, a través de la sátira política, la historia de Argentina en esos años y todos sus protagonistas (Alfonsín, Menem, De la Rúa, Perón e Isabelita).
Esta revista ha sido objeto de estudio para trabajos de investigación y tesis universitarias, entre ellos: "La revista Humor como medio opositor a la dictadura militar" (Facultad de Ciencias de la Educación y la Comunicación Social de la Universidad del Salvador) y "Medios de comunicación y política: la revista Humor como actor político en el período 1978-1983".